# 小松勇五郎
小松 勇五郎（こまつ ゆうごろう、1920年（大正9年）9月18日 - 1995年（平成7年）12月23日）は、広島県出身の通産官僚。通商産業事務次官。神戸製鋼会長。

## 来歴・人物
呉第一中学、広島高等学校文科乙類、東京帝国大学法学部卒業。1944年軍需省入省、整備局配属。戦後は通商産業省へ移り、広島通産局、鉄鋼局鉄鋼政策課、企業局企業第一課勤務を経て、1953年外務省経済局スターリング課に出向、1955年-1960年在西ドイツ大使館一等書記官としてボンに駐在。帰国後ヨーロッパ経済の実情を『小松レポート』にまとめ論客として登場した。
通商局国際経済課長、重工業局産業機械課長、企業局企業第一課長、大臣官房総務課長、通商局国際経済部長（1968年～1971年）、官房長（1971年6月～1972年5月）、通商局長（1972年6月～、次の和田敏信局長で通商政策局と改組）、初代産業政策局長（1973年7月～、企業局から改組）を経て、事務次官（1974年11月～1976年7月）。
この間、日米繊維交渉にあたった他、事務次官在任中は鉄鋼同調値上げを巡って公正取引委員会と対立し“けんか勇五郎“の異名をとった。また地元に本社を置く自動車メーカーの「マツダ再建」にも尽力。但し「マツダ再建」では、高度経済成長期を謳歌していた通産官僚の力以上に、融資元である住友銀行出身者の役員派遣を嫌がる松田耕平社長を最終的に受諾させ、1977年12月には代表権のない会長に退いたように時の徳田博美局長ら大蔵省銀行局の力を見せつけた形となった。
退官後は、興銀顧問他を経て1978年に神戸製鋼副社長、副会長、会長に就任した。
郷里広島関係の貢献では、竹下虎之助広島県知事が広島の県勢活性化のため、東京で活躍する広島出身の経済人に知恵を借りようと組織した「広島県産業懇話会」のメンバーでもあった。
1995年12月23日、死去。75歳没。